# Botanophila infrafurcata
Botanophila infrafurcata är en tvåvingeart som beskrevs av Fan 1986. Botanophila infrafurcata ingår i släktet Botanophila och familjen blomsterflugor.
Artens utbredningsområde är Sichuan (Kina). Inga underarter finns listade i Catalogue of Life.